# Litauische Militärpolizei

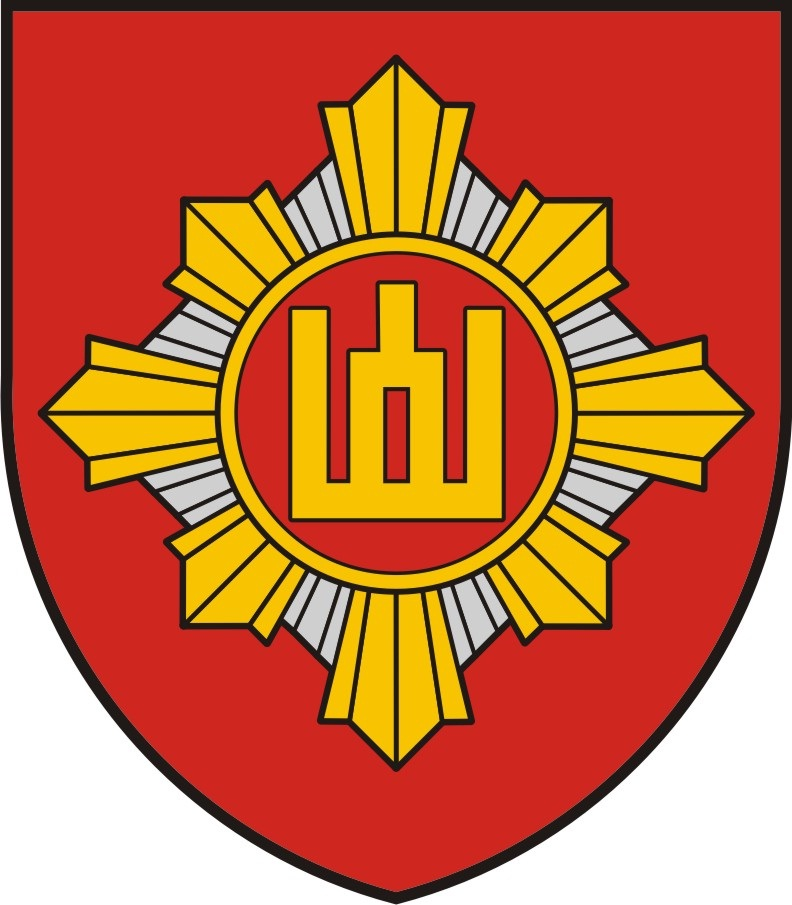
Abzeichen der Litauischen Militärpolizei

Die Litauische Militärpolizei (litauisch: Lietuvos karo policija) ist die 1991 gebildete Militärpolizei der Streitkräfte der Republik Litauen. Sie ist unabhängig von den anderen Teilstreitkräften. Die Litauische Militärpolizei ist direkt dem Befehlshaber der Armee unterstellt und wird von der dafür zuständigen Generalinspektion des Landesschutzes, dem Befehlshaber der Armee und dem Verteidigungsminister Litauens überwacht.

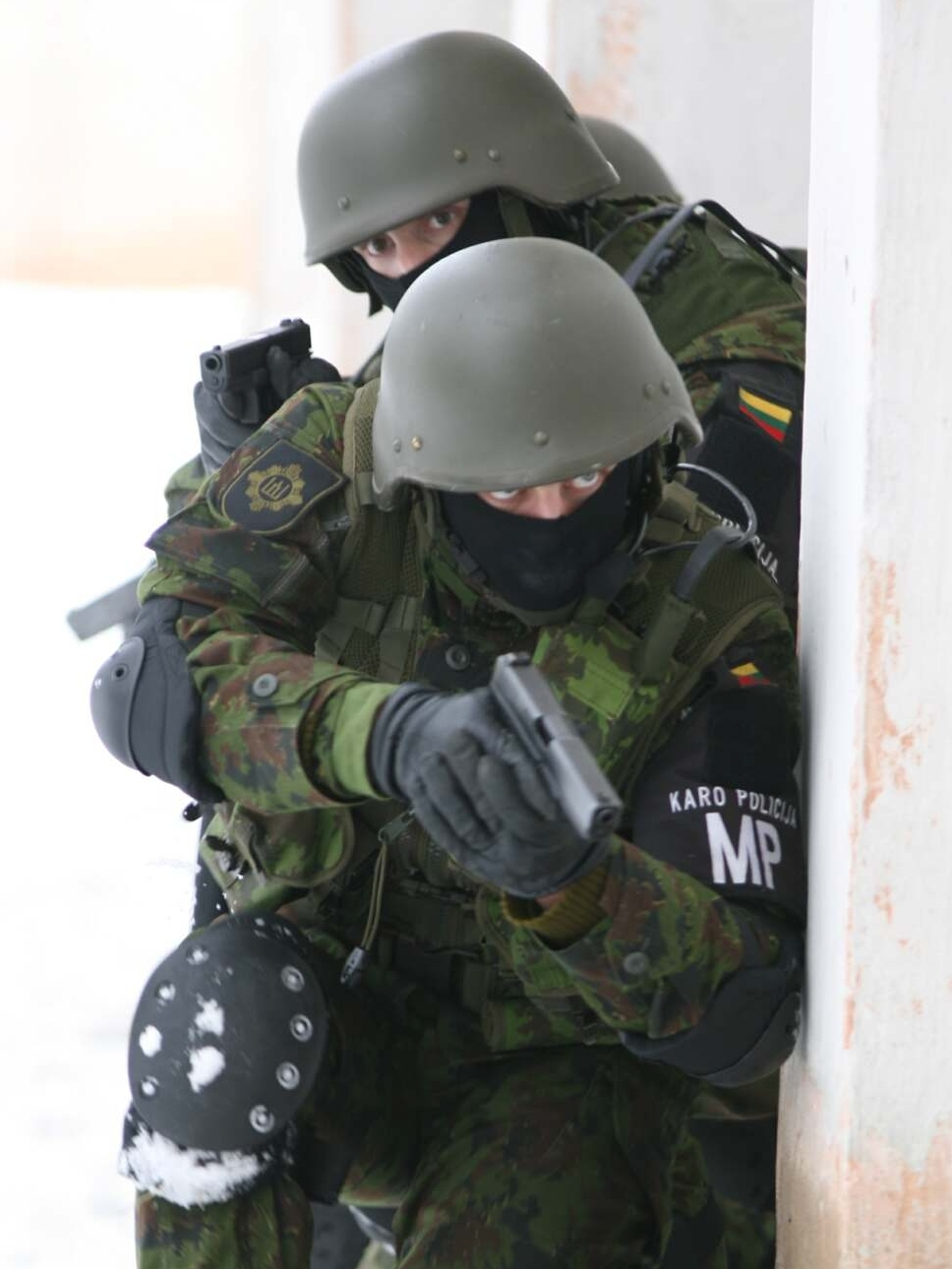
Litauische Militärpolizisten bei einer Übung

Die Funktionen und Ziele, organisatorischen Strukturen, Rechte, Pflichten und Zuständigkeiten der Militärpolizisten und der Polizei sowie Beziehungen mit anderen Strafverfolgungsbehörden regelt das Gesetz der Militärpolizei (Lietuvos Respublikos karo policijos įstatymas). Das Ausbildungsregiment Didžiojo Lietuvos etmono Jonušo Radvilos mokomasis pulkas ist für die Ausbildung der Militärpolizeischüler zuständig.